# Гайдученко Сергій Сергійович
Сергій Сергійович Гайдученко (нар. 6 червня 1989, м. Київ, СРСР) — український хокеїст, воротар. Кандидат у майстри спорту.
Вихованець хокейної школи «Локомотив» (Ярославль). Виступав за «Металург» (Новокузнецьк), «Локомотив» (Ярославль), «Локо» (Ярославль), «Червона Армія» (Москва), ЦСКА (Москва), «Сибір» (Новосибірськ), «Кубань» (Краснодар), «Медвещак» (Загреб).
Досягнення
- Володар Кубка Харламова (2011).